# Pierchałowa Góra
Pierchałowa Góra (596 m n.p.m.) – szczyt znajdujący się w granicach wsi Lachowice w województwie małopolskim, w powiecie suskim, w gminie Stryszawa. W regionalizacji fizycznogeograficznej Polski według Jerzego Kondrackiego zaliczany jest do Beskidu Makowskiego, w nowszej regionalizacji z 2018 roku do Pasm Pewelsko-Krzeszowskich.
Aleksy Siemionow podaje nazwę Pierzchałowa Góra, na mapach Geoportalu i Compassu jest to Pierchałowa Góra. Znajduje się w bocznym, południowym grzbiecie Pasma Pewelskiego, którego zwornikiem jest wierzchołek 672,5 m między szczytami Małysiaków Groń i Wajdów Groń. Grzbiet ten poprzez Szwabski Dział biegnie do Pierchałowej Góry. Zachodnie i południowe stoki Pierchałowej góry opadają do Kurówki, wschodnie do Lachówki, północno-wschodnie do Mącznianki, w kierunku północnym poprzez przełęcz łączy się ze Szwabskim Działem. Jest częściowo porośnięta lasem, ale część jej stoków i grzbietu zajmują pola i zabudowania Lachowic.